# 226
Évszázadok: 2. század – 3. század – 4. század
Évtizedek: 170-es évek – 180-as évek – 190-es évek – 200-as évek – 210-es évek – 220-as évek – 230-as évek – 240-es évek – 250-es évek – 260-as évek – 270-es évek
Évek: 221 – 222 – 223 – 224 –  225 – 226 – 227 – 228 – 229 – 230 – 231

## Események

### Római Birodalom
- Severus Alexander császárt és Caius Aufidius Marcellust választják consulnak.

### Perzsia
- A szászánida Ardasír király elfoglalja Ktésziphónt, az elbukott Pártus Birodalom fővárosát és itt rendezi be székhelyét.

### Kína
- Meghal Cao Pi, Vej császára. Utóda legidősebb fia, Cao Zsuj.
- Szun Csüan, Vu királya támadást intéz Vej ellen, de amikor a veji véderők erősítése megérkezik, kénytelen visszavonulni.
- Egy "Csin Lun" nevű római kereskedő érkezik hajóval a mai Észak-Vietnamba. Szun Csün udvarába kísérik, aki kikérdezi hazájáról, majd ajándékokkal (köztük 10-10 feketés bőrszínű törpe férfivel és nővel) útjára bocsátja.

## Halálozások
- június 29. – Cao Pi, Vej állam császára

## Fordítás
- Ez a szócikk részben vagy egészben  a(z)   226 című angol Wikipédia-szócikk ezen változatának fordításán alapul.  Az eredeti cikk szerkesztőit annak laptörténete sorolja fel. Ez a jelzés csupán a megfogalmazás eredetét és a szerzői jogokat jelzi, nem szolgál a cikkben szereplő információk forrásmegjelöléseként.